# Antirrhea casta
Antirrhea casta är en fjärilsart som beskrevs av Bates 1865. Antirrhea casta ingår i släktet Antirrhea och familjen praktfjärilar. Inga underarter finns listade i Catalogue of Life.